# 台中之鑽
台中之鑽位於台灣臺中市西屯區河南路與市政路口，為台中商業銀行投資建造的商辦大樓，未來將做為該行總部大樓及旅館使用，且超越聯聚中雍大廈，成為中部最高樓。
2014年台中銀行以57.5億元向興富發建設取得土地，台中之鑽預計開挖深度達34.6公尺，是目前台灣挖最深的地基，未來落成後，將成為臺中市首棟高度超過兩百公尺的大樓（以屋頂裝飾物計算最高高度）。2018年此建案獲得房地產領袖高峰會（MIPIM）未來地產項目獎的高層建築類首獎。2018年10月19日動工，預計2024年完工。
2024年5月，台中銀於股東常向股東報告興建中的新銀行總部大樓、台中新地標「台中之鑽」的最新進度，目標在2026年7月1日搬遷進駐。

## 建築設計
建築設計構想源自台中商銀企業標誌，漢字「中」。以銀行─錢財─寶石─聚寶盆之意象為主軸，取水晶外觀晶瑩剔透之造型，配合聚寶盆鑲嵌珠光閃耀的寶石意象，象徵「台中之鑽」，成為本市之指標建築物。:5-4
本棟建築避免採用將所有大型功能區集中於單一塔樓中的做法，因此打造了兩座分離的塔樓，並將一系列「漂浮」的透明玻璃盒子置於兩座塔樓間的空間中，在其間設置垂直空間以容納大型設施。

## 工程進度
- 2018年10月19日，舉行盛大開工典禮，工程正式動工。

- 2020年11月6日，經過為期兩年的地下結構體施工後，鋼構出土。

- 2022年11月22日，結構體超越192米（聯聚中雍大廈的總高度），成為廣義的臺中第一高樓。

- 2022年12月7日，舉行上梁儀式，主結構的最後一根橫樑正式安裝到位。

- 2023年3月11日，頂部的兩座尖塔皆已安裝到位，象徵著225米的新高度已達成。

- 2024年3月15日，外牆帷幕已安裝至最高點。

## 圖片集

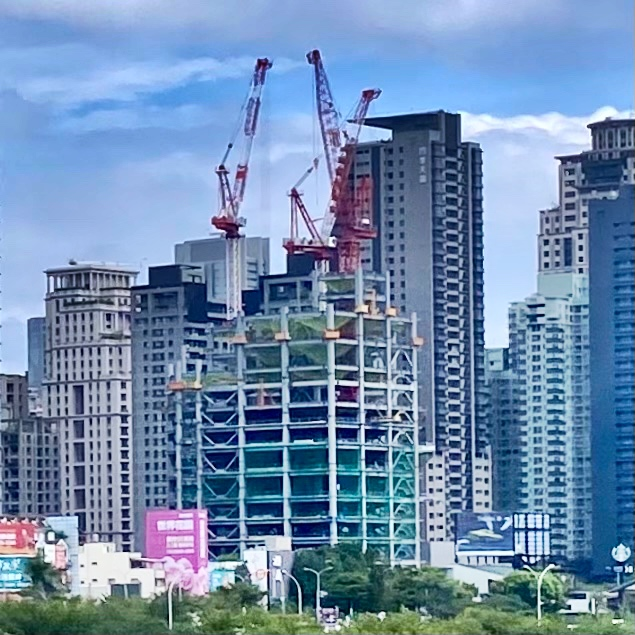
2021年10月施工進度
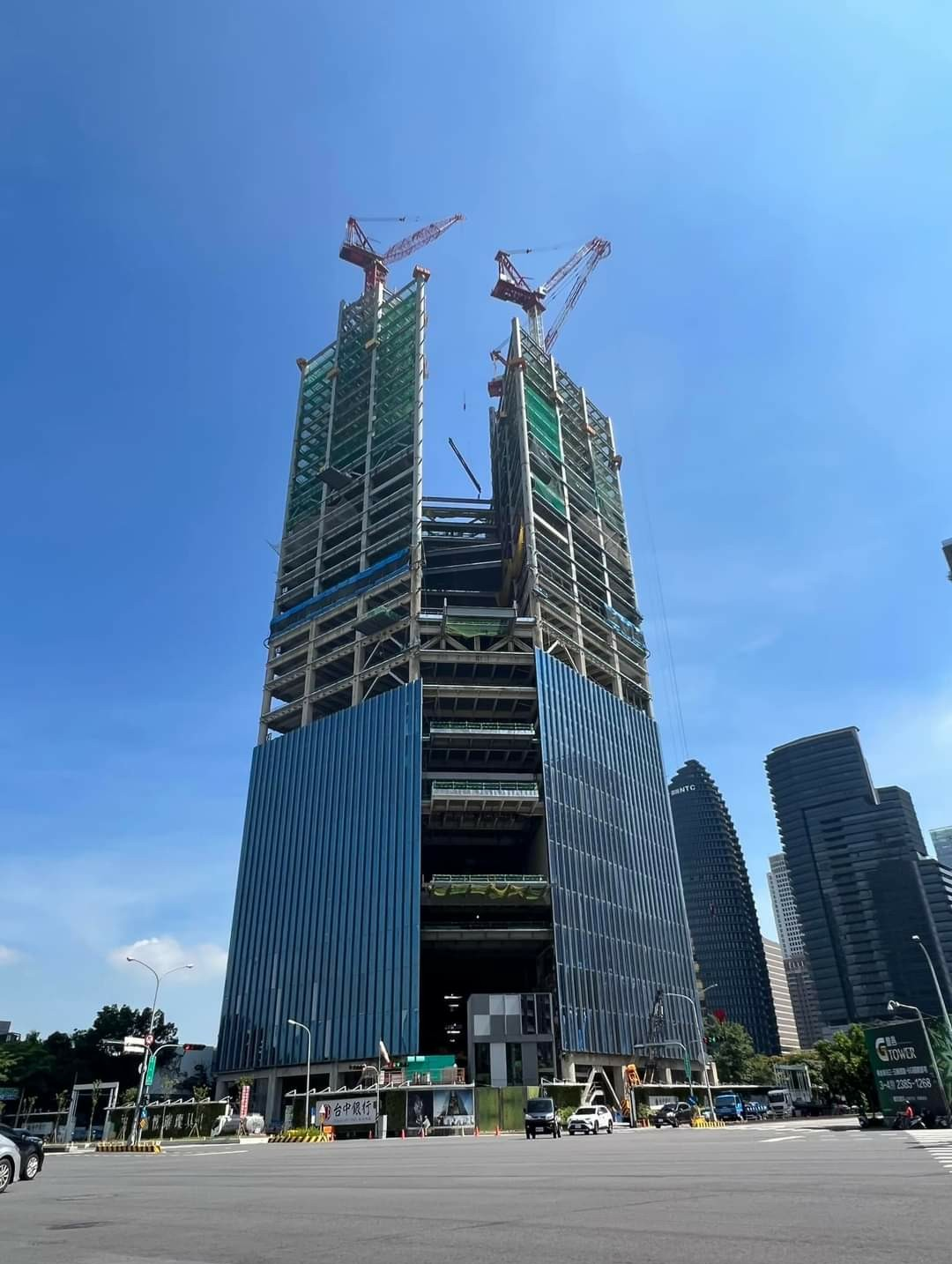
2022年7月施工進度